# Байкал (автодорога)
Федера́льная автомоби́льная доро́га Р258 «Байка́л» (до 1 января 2018 года М55) — автомобильная дорога федерального значения Иркутск — Улан-Удэ — Чита, проходящая по территории Иркутской области, Республики Бурятия и Забайкальского края Российской Федерации.
Трасса является продолжением на восток автодороги Р255 «Сибирь», вместе с которой входит в состав азиатского маршрута AH6. Протяжённость автодороги составляет около 1100 километров. От автомагистрали «Байкал» отходят федеральные автодороги на Монголию: А333 в Култуке и А340 вблизи Улан-Удэ.

## Маршрут
Краткий маршрут
0 км — Иркутск; 
110 км — Слюдянка; 
147 км — Байкальск; 
276 км — Бабушкин;
447 км — Улан-Удэ; 
491 км — Тарбагатай; 
556 км — Мухоршибирь; 
652 км — Петровск-Забайкальский; 
794 км — Хилок; 
1113 км — Чита.
- На основном протяжении дорога имеет асфальтобетонное покрытие с шириной проезжей части 7 метров, встречаются участки с цементобетонным и щебёночным покрытием.
- Климат по трассе резко континентальный, с длительной холодной зимой (средняя температура января −24 С° и коротким жарким летом (средняя температура июля +20 С°).
- Дорога пересекает значительные реки: Селенгу у Улан-Удэ, Хилок у Хилка.
- Мосты имеют грузоподъёмность 60 и более тонн.

Ряд участков дороги является опасными для движения и требуют особого внимания водителя
- с крутыми спусками и подъёмами: 34 км, 40 км, 52 км, 55 км, 95-100 км, 243 км, 670 км 1029 км, 1081 км;
- с крутыми поворотами: 15 км, 29 км, 41 км, 52 км, 99-101 км, 105 км, 276 км, 347 км, 498 км, 703 км;
- с ограниченной видимостью: 100 км, 400 км, 1055 км.

Данные сервисного обслуживания
- пункты медицинской помощи: 19 км, 110 км, 146 км, 279 км, 362 км, 447 км, 559 км, 589 км, 604 км, 652 км, 670 км, 677 км, 904 км, 961 км;
- посты ГИБДД: 105 км, 372 км, 443 км, 556 км, 655 км, 794 км;
- пункты питания расположены в среднем через 40 — 50 км; наиболее многочисленны в Култуке, Утулике, Байкальске, в районе Кабанска, в Улан-Удэ.

### Техническая характеристика
- Техническая категория: III и, в основном, IV, характеризуется сложным рельефом в плане дороги, многочисленные участки, несоответствующие IV категории, как правило, это крутые негабаритные повороты, затяжные крутые спуски, закрытая горизонтальная и вертикальная видимости;
- Ширина проезжей части 7 м;
- Ширина земляного полотна 12 м;
- Расчётная интенсивность движения 6 511 автомобилей в сутки;
- Расчётная скорость движения 90 км/час, имеются многочисленные протяжённые участки с ограничениями скорости, в основном, 50 и 40 км/ч.
- Количество полос движения: две;
- Тип покрытия: усовершенствованный облегчённый.

## История
Постановлением ЦК КПСС и Совета Министров СССР от 23 октября 1970 года № 878-301 «О строительстве и реконструкции приграничных автомобильных дорог в районах Восточной Сибири, Дальнего Востока и Средней Азии» были созданы отдельные дорожно-строительные бригады в Главном военно-строительном управлении Министерства обороны СССР, которые были размещены в 1970 году на участках строительства и реконструкции дороги Иркутск — Чита. Финансирование строительства и реконструкции осуществлялось за счёт капитальных вложений, выделяемых централизованно на эти цели один раз в год Советом Министров РСФСР. Общая протяжённость дороги от Иркутска до Читы достигала 1172 км с подъездами, из них 566 км составляли существующие участки с твёрдым покрытием, а 606 км предстояло построить вновь силами трёх отдельных дорожно-строительных бригад. Работы были начаты в 1970 году на трёх участках:
- Байкальск — Посольская, протяжённостью 204,3 км;
- Мухоршибирь — Глинка, протяжённостью 178,5 км;
- река Блудная — Черемхово, протяжённостью 223,5 км;[3]

Всего на дороге Иркутск — Чита было построено и введено в эксплуатацию 606 км дороги с асфальтобетонным покрытием по нормативам III технической категории, при этом было освоено 207 000 000 рублей капитальных вложений в сметных ценах 1969 года.
Военными дорожниками было построено:
- 103 капитальных моста;
- 480 водопропускных труб;
- 12 комплексов зданий и сооружений службы эксплуатации дороги;
- 8 автозаправочных станций;
- 3 автобусных вокзала;
- 2 станции технического обслуживания автомобилей и дорожных машин[3].

По мере окончания работ на своих участках одсбр ГВСУ МО СССР перемещались на строительство автодороги М-58 Чита — Хабаровск.
Работы по строительству и реконструкции автодороги Иркутск — Чита, в основном, были закончены в 1981 году.
В 2010 году полностью введена в эксплуатацию объездная автодорога, соединившая магистрали Р-255 и Р-258 к западу от городов Иркутска и Шелехова, и значительно сократившая время пути.

## Особенности автодороги
- 296 мостов.
- Платных участков на автодороге нет, тоннелей нет[4].
- Встречаются участки дорожного покрытия, имеющие необычный красный оттенок.

- При реконструкции и строительстве автодороги Иркутск — Чита (1970 — 1981 годы) на участке река Блудная — Черемхово ряд больших выемок был разработан с помощью мощных направленных взрывов, с закладкой до 400 тонн взрывчатых веществ на один взрыв[3].
- Автодорога является, наряду с трассой Р255, единственной автомобильной дорогой, которая связывает центр России с Восточной Сибирью и Дальним Востоком.

## Галерея

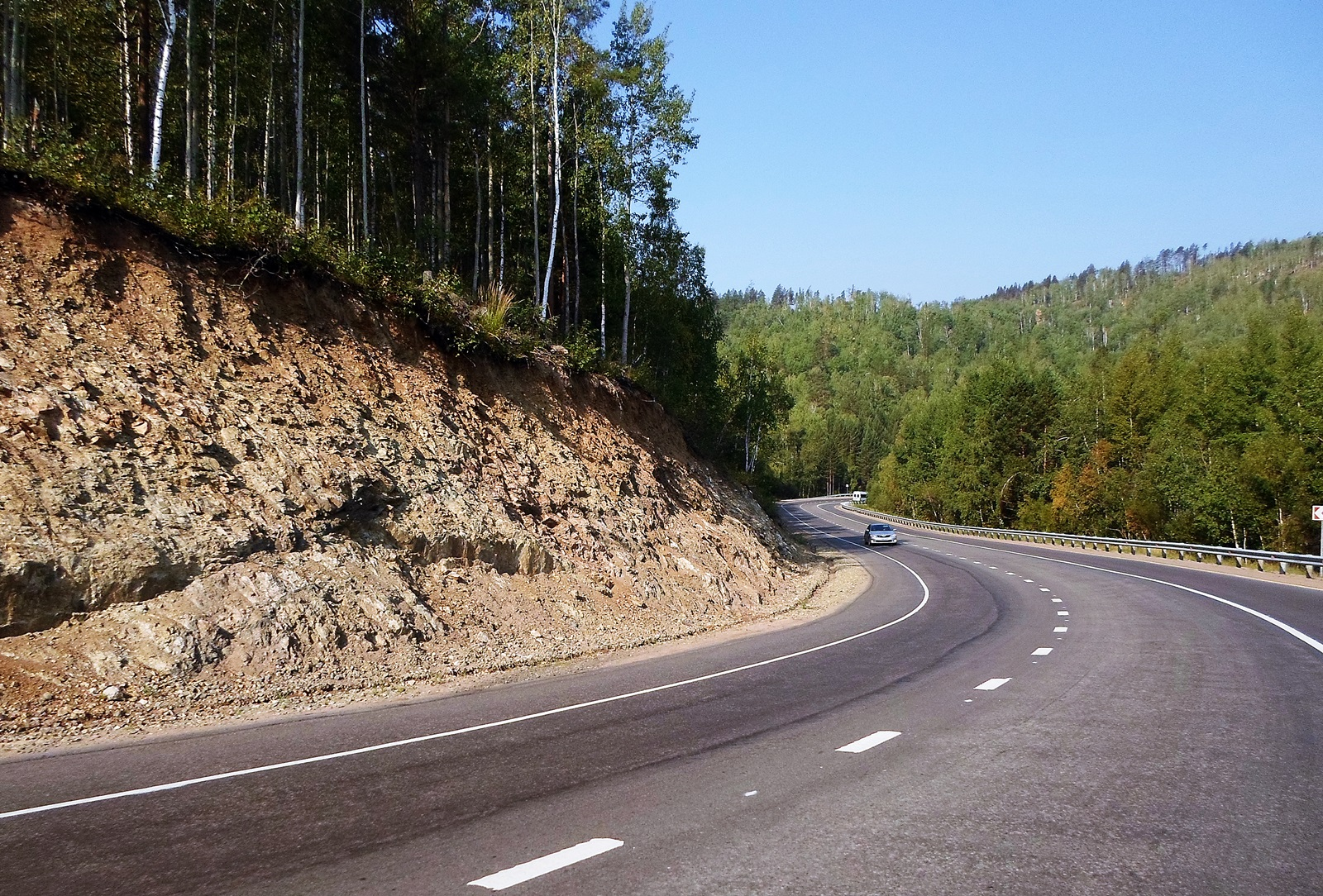
Спуск с перевала Мандрик к селу Старому Татаурову. Бурятия.
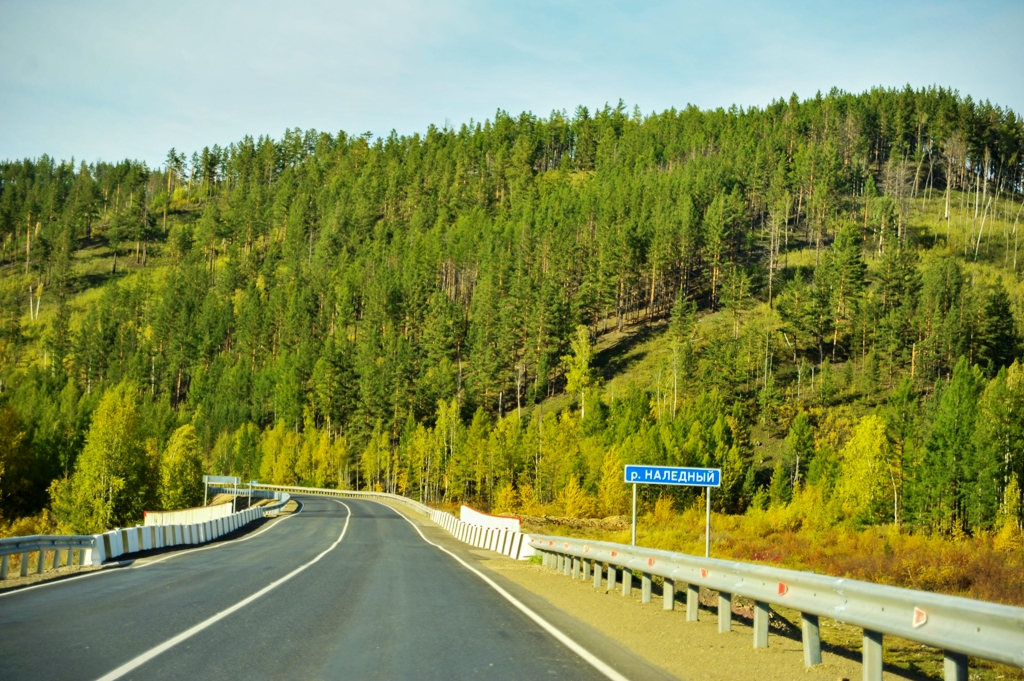
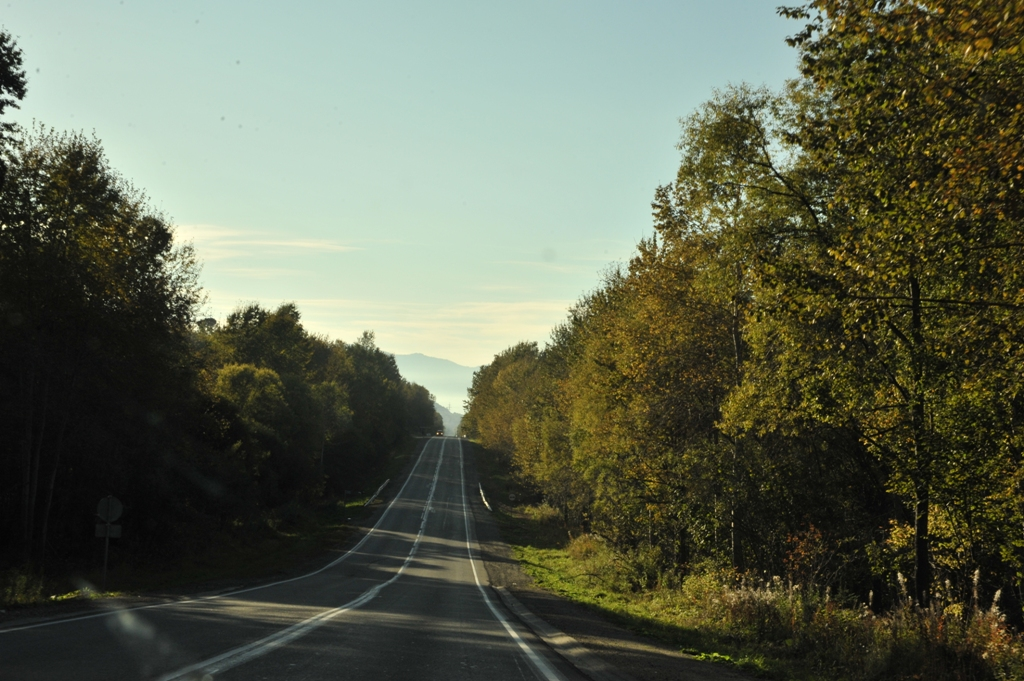
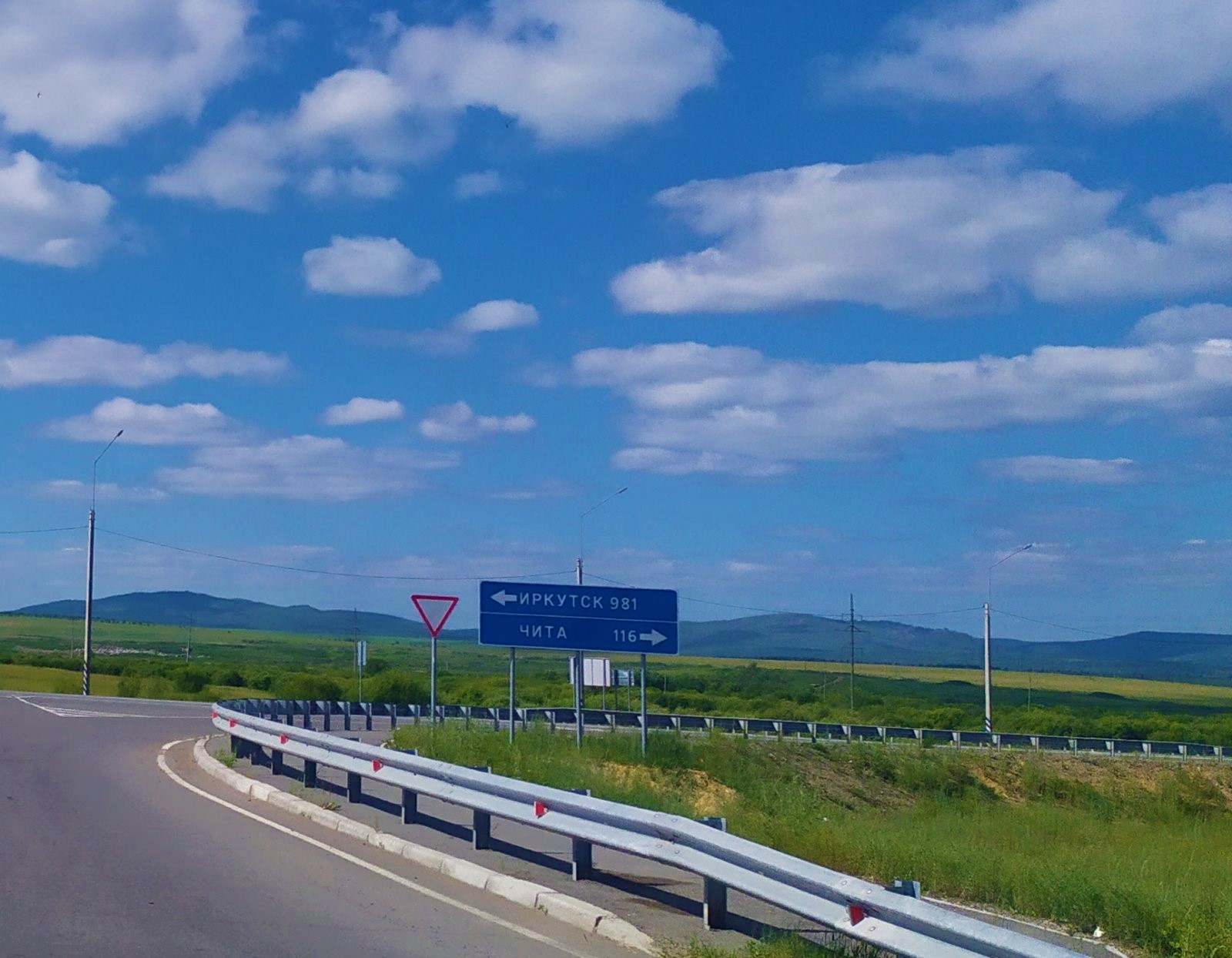
Трасса Р-258. Забайкальский край